# Łyczanka (powiat nowosądecki)
Łyczanka – wieś w Polsce położona w województwie małopolskim, w powiecie nowosądeckim, w gminie Łososina Dolna.
| SIMC    | Nazwa    | Rodzaj    |
| ------- | -------- | --------- |
| 0447994 | Podlasie | część wsi |

W latach 1975–1998 miejscowość należała administracyjnie do województwa nowosądeckiego.